# Musikjahr 1926
Liste der Musikjahre

◄◄ | ◄ | 1922 | 1923 | 1924 | 1925 | Musikjahr 1926 | 1927 | 1928 | 1929 | 1930 | ► | ►►

Weitere Ereignisse · Country-Musik
Dieser Artikel behandelt das Musikjahr 1926.

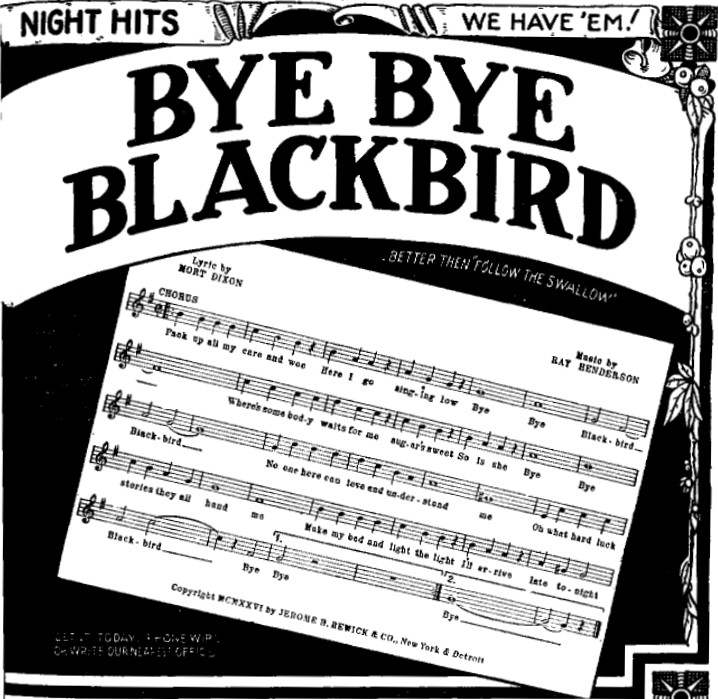
Werbung für das Lied Bye Bye Blackbird von Ray Henderson (Musik) und Mort Dixon (Songtext).

## Ereignisse
- 00. Januar: Blind Lemon Jefferson macht seine ersten Schallplattenaufnahmen.
- 08. Februar: Im tschechischen avantgardistischen Theater Osvobozené divadlo wird mit Molières George Dandin das erste Stück aufgeführt. Die Musik der Ballettkomödie stammt von Jean-Baptiste Lully. Nur wenige Personen besuchen die Vorstellung.
- 09. April: Leopold Stokowski dirigiert mit dem Philadelphia Orchestra die Weltpremiere von Edgar Varèses Amériques.
- 25. April: Die Oper Turandot von Giacomo Puccini nach dem gleichnamigen Theaterstück von Carlo Gozzi wird am Teatro alla Scala in Mailand uraufgeführt. Die Oper ist erst nach dem Tod Puccinis von Franco Alfano nach Skizzen des Komponisten fertiggestellt worden.
- 12. Mai: Dmitri Dmitrijewitsch Schostakowitschs 1. Sinfonie hat in Leningrad Premiere. Der Komponist ist 19 Jahre alt.
- 00. Mai: Der sozialistische englische Komponist Rutland Boughton inszeniert eine Aufführung seiner Weihnachtsoper Bethlehem (1915) im Church House. Die Inszenierung nimmt ausdrücklich auf den Generalstreik im Vereinigten Königreich von 1926 Bezug.
- 26. Juni: Václav Talich dirigiert die Weltpremiere von Leoš Janáčeks Sinfonietta in Prag.
- 21. Oktober: Carl Nielsens Flötenkonzert wird in Paris uraufgeführt.
- 28. Oktober: Bing Crosby nimmt seine erste Platte auf, eine Aufnahme von I’ve Got the Girl.
- 04. November: Wanda Landowska gibt in Barcelona die Weltpremiere von Manuel de Fallas Konzert für Cembalo, Flöte, Oboe, Klarinette, Violine und Violoncello.
- 27. November: Béla Bartóks Der wunderbare Mandarin wird in Köln uraufgeführt. Weitere Aufführungen werden wegen der angeblich unmoralischen Handlung vom Oberbürgermeister der Stadt, Konrad Adenauer, verboten.
- 18. Dezember: Das Eesti Riiklik Sümfooniaorkester gibt sein erstes Konzert.
- 26. Dezember: Weltpremiere von Jean Sibelius sinfonischer Dichtung Tapiola durch Walter Damrosch und das New York Philharmonic. Es ist die letzte bedeutende Komposition, die der Komponist in den verbleibenden 30 Jahren seines Lebens veröffentlicht hat.
- Erste Aufnahmen von Jelly Roll Morton & His Red Hot Peppers.
- Die Société de Musique de Chambre de Genève wird von Frank Martin zur Pflege der Musik des 17. und 18. Jahrhunderts gegründet.
- Das Nationale Konservatorium wird in Athen vom Komponisten Manolis Kalomiris und anderen gegründet.
- John Serry Sr. wird zum Studium im renommierten Akkordeonstudio Pietro Deiro in Greenwich Village angenommen und beginnt seine Ausbildung zum Instrumentalisten im Alter von elf Jahren.

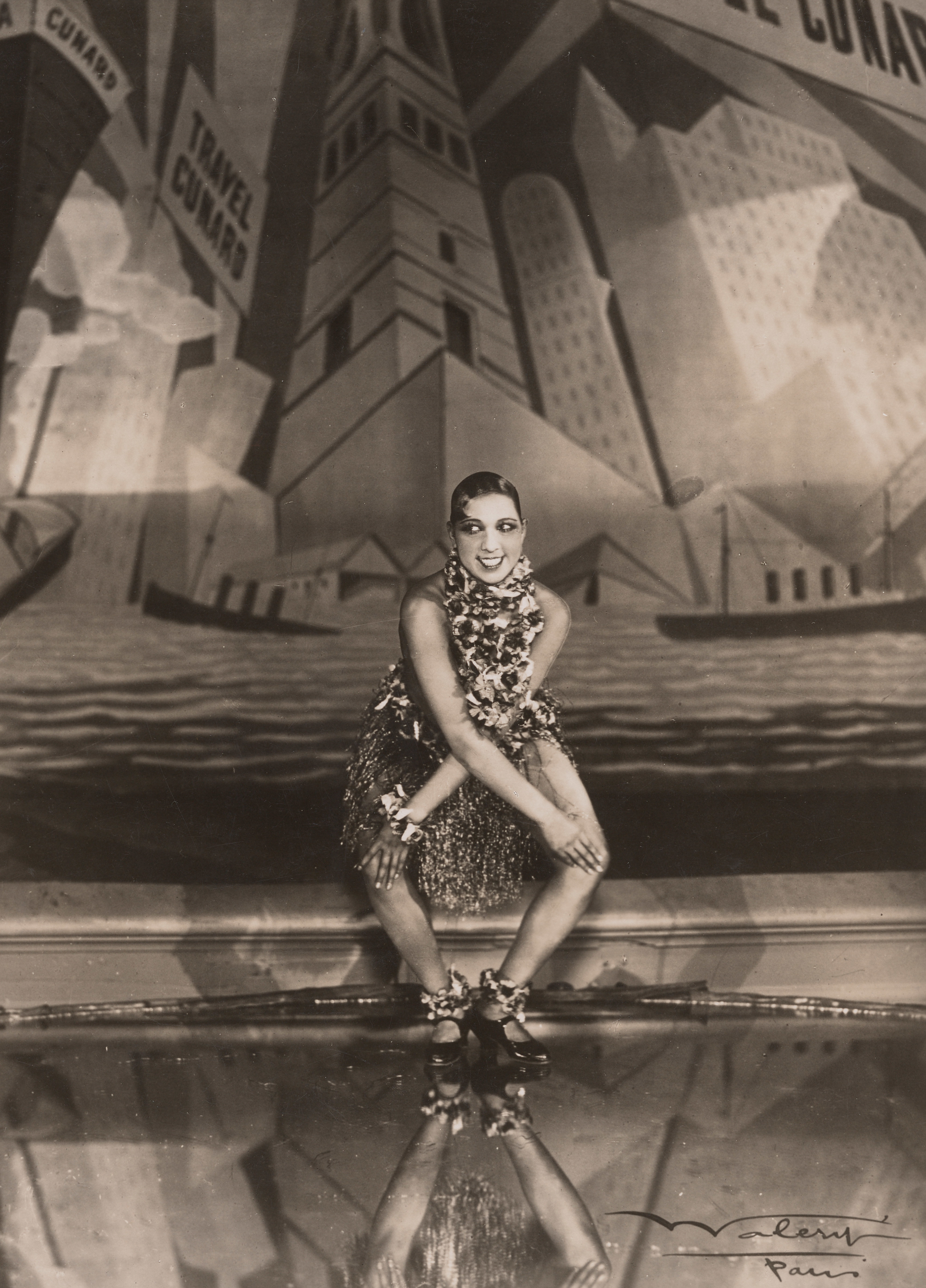
Josephine Baker tanzt den Charleston im Folies Bergère in Paris.

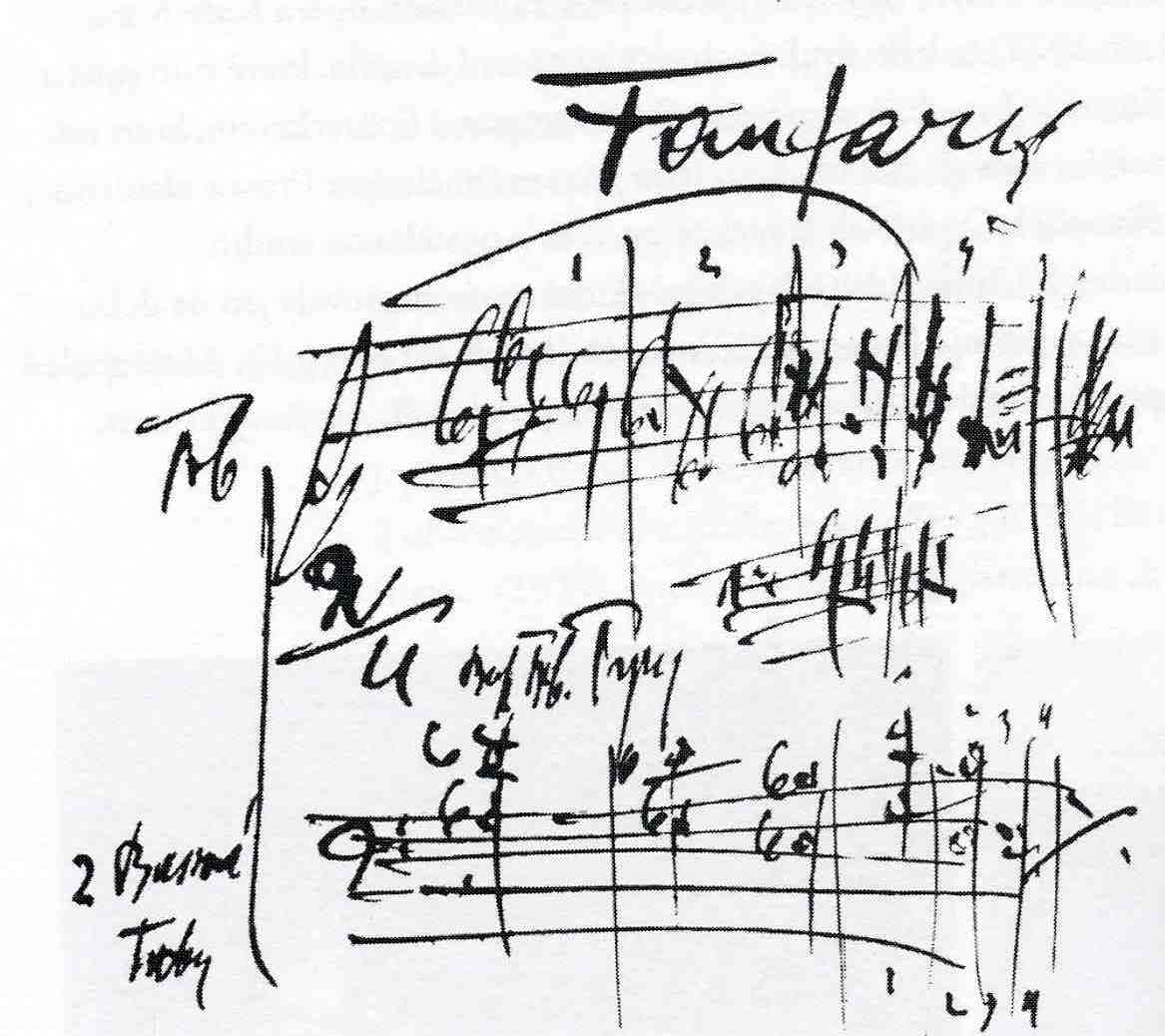
Autograph Janáčeks zu den Fanfaren seiner Sinfonietta.

## Instrumentalmusik
- Béla Bartók: 9 kleine Klavierstücke; Im Freien (Szabadban); Klaviersonate (drei Klavierstücke)
- Henriëtte Bosmans: Trois Impressions für Cello und Klavier
- George Enescu: Violinsonate Nr. 3 a-Moll dans le caractère populaire roumain op. 25
- George Gershwin: Three Preludes für Klavier.
- Paul Graener: Iuventus academica Ouvertüre (op. 73).
- Paul Hindemith: Werke für mechanisches Klavier (Welte-Mignon); Konzertmusik für Blasorchester, op. 41 (Konzertante Ouvertüre) – Sechs Variationen über das Lied Prinz Eugen, der edle Ritter – Marsch; Uraufführung in Donaueschingen.
- Charles Ives: Der 2. Satz der 4. Sinfonie erscheint isoliert in Herausgeberschaft von Henry Cowell.
- Leoš Janáček: Uraufführung der Sinfonietta am 26. Juni in Prag.
- Erich Wolfgang Korngold: Vier kleine Karikaturen für Kinder op. 19 (Klavierstück)
- Igor Strawinsky: Pater noster, Motette für gemischten Chor
- Ralph Vaughan Williams: Flos Campi, Suite für Viola, Chor und kleines Orchester

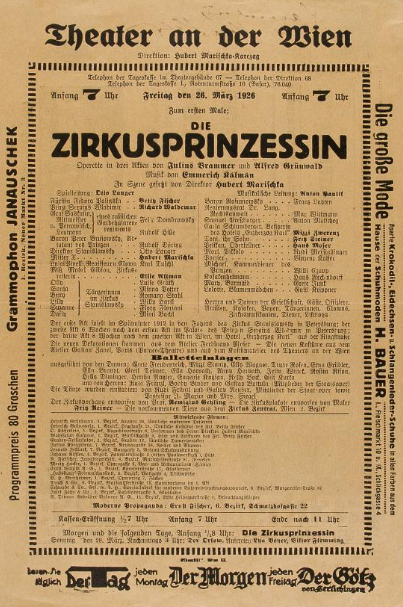
Emmerich Kálmán – Die Zirkusprinzessin – Plakat der Uraufführung

## Musiktheater
- 26. März: Uraufführung der Operette Die Zirkusprinzessin von Emmerich Kálmán im Theater an der Wien in Wien.
- 27. März: Die Oper Der Protagonist von Kurt Weill mit dem Libretto von Georg Kaiser wird in der Dresdner Staatsoper uraufgeführt. Der Komponist erhält mit dem Werk gute Kritiken und erste öffentliche Aufmerksamkeit.
- 22. April: In Bremen hat die Oper in 18 Szenen und einem Epilog Wozzeck von Manfred Gurlitt am Theater am Goetheplatz ihre Uraufführung.
- 24. April: In Hamburg hat die Operette Adrienne von Walter Wilhelm Goetze mit dem Libretto von Günther Bibo und Alexander Pordes-Milo nach der Komödie Adrienne Lecouvreur von Eugène Scribe und Ernest Legouvé ihre Uraufführung.
- 25. April: Die Oper Turandot von Giacomo Puccini nach dem gleichnamigen Theaterstück von Carlo Gozzi wird am Teatro alla Scala di Milano in Mailand uraufgeführt. Die Oper ist erst nach dem Tod Puccinis von Franco Alfano nach Skizzen des Komponisten fertiggestellt worden.
- 28. April: Die Uraufführung der Oper Kováč Wieland (Wieland der Schmied) von Ján Levoslav Bella mit dem Libretto von Oskar Schlemm nach Richard Wagners Entwurf findet in Bratislava statt.
- 07. Mai: Die Uraufführung der Oper Les Malheurs d'Orphée von Darius Milhaud erfolgt am Théâtre de la Monnaie in Brüssel.
- 25. September: Uraufführung der Operette Lady Hamilton von Eduard Künneke am Schauspielhaus Breslau
- 08. November: Die Uraufführung des Musicals Oh, Kay! von George Gershwin findet am Imperial Theatre in New York statt.
- 09. November: An der Dresdner Staatsoper findet die Uraufführung von Paul Hindemiths Oper Cardillac unter der musikalischen Leitung von Fritz Busch statt. Die Oper mit dem Libretto von Ferdinand Lion nach der Novelle Das Fräulein von Scuderi von E. T. A. Hoffmann mit Robert Burg in der Hauptrolle wird von der Kritik verrissen.
- 27. November: Die Tanzpantomime Der wunderbare Mandarin von Béla Bartók wird in Köln uraufgeführt. Wegen angeblicher Unmoral lässt der Kölner Oberbürgermeister Konrad Adenauer weitere Aufführungen verbieten.
- 08. Dezember: Uraufführung der Oper A Witch of Salem von Charles Wakefield Cadman in Chicago.
- 14. Dezember: Uraufführung der Oper Der Golem von Eugen d’Albert in Frankfurt.
- 18. Dezember: Die Oper Die Sache Makropulos von Leoš Janáček, nach der Komödie von Karel Čapek wird am Nationaltheater in Brünn uraufgeführt.
- 23. Dezember: Uraufführung der Operette Nur Du von Walter Kollo in Berlin.

Weitere Bühnenwerksuraufführungen
- Franz Lehár: Gigolette (Operette) im Stadttheater in Wien, Neufassung der Operette Der Sterngucker
- Leo Ascher: Das Amorettenhaus; (Operette)
- Leo Ascher: Ich hab dich lieb (Operette)
- Leo Ascher: Ninon am Scheideweg (Operette)
- Ralph Benatzky: Adieu Mimi (Musikalisches Lustspiel); Wien lacht wieder! (Ausstattungsrevue); Die Nacht von San Sebastian (Operette).
- Sergei Sergejewitsch Prokofjew: Le pas d’acier („Der stählerne Schritt“), op. 41, Ballett in zwei Szenen.
- Ralph Vaughan Williams: On Christmas Night (Oper)
- Wilhelm Kienzl: Hans Kipfel, (Singspiel) op. 110
- Leo Fall: Jugend im Mai (Operette) posthum.

## Vokalmusik
- Juhan Aavik: Ilus on elada noorena [So schön ist es, jung zu sein] für gemischten Chor, Text: Peeter Grünfeldt; Kuidas söitu söidetakse [Wie die Fahrt man fährt], Text: Karl Eduard Sööt; Üles, üles [Herauf, herab] für Männerchor, Text: Ado Reinvald[1]
- Anton Bruckners Psalm 112, WAB 35, wird vermutlich am 14. März 1926 in Vöcklabruck von Max Auer uraufgeführt.
- Maurice Ravel: Chansons madécasses, M.78

## Musikinstrumente
- Der Enkel des Orgelbauers John Abbey, John Marie Francois Abbey, baut die Orgel St. Jaques in Douai.[2]

## Neuveröffentlichungen (Auswahl)

### Lieder und Kompositionen
| Lied                      | Text                                  | Musik           | Erstinterpret     | Label           | Veröffentlichung | Genre       | Weitere Informationen         |
| ------------------------- | ------------------------------------- | --------------- | ----------------- | --------------- | ---------------- | ----------- | ----------------------------- |
| Are You Lonesome Tonight? | Roy Turk                              | Lou Handman     | Charles Hart      | Harmony Records | 1926             | Pop         |                               |
| Careless Love             | Martha E. Koenig und Spencer Williams | W. C. Handy     |                   |                 | 1926             | Blues, Jazz | Jazzstandard                  |
| Moonlight on the Ganges   | Chester Wallace                       | Sherman Myers   | Paul Whiteman     | RCA Victor      | 1926             | Jazz, Pop   |                               |
| Someone to Watch Over Me  | Ira Gershwin                          | George Gershwin | Gertrude Lawrence | RCA Victor      | 3. November 1926 |             | Lied aus dem Musical Oh, Kay! |

## Geboren

### Januar
- 01. Januar: Claudio Villa, italienischer Sänger und Schauspieler († 1987)
- 02. Januar: Ihor Sonewytskyj, ukrainischer Komponist, Dirigent und Musikwissenschaftler († 2006)

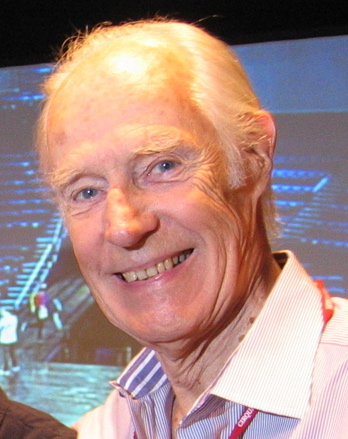
George Martin; * 3. Januar

- 03. Januar: George Martin, britischer Musiker und Musikproduzent († 2016)
- 03. Januar: Nell Rankin, US-amerikanische Opernsängerin († 2005)
- 03. Januar: Pedro Mesías, chilenischer Pianist und Dirigent († 2007)
- 04. Januar: Eddie Cusic, US-amerikanischer Bluesgitarrist und Sänger († 2015)
- 04. Januar: Harry Levy, britischer Musikmanager († 2007)
- 06. Januar: Gerhard Rehm, deutscher Kirchenmusiker, Orgelsachverständiger und Autor († 2004)
- 08. Januar: Jani Christou, ägyptischer Komponist († 1970)
- 08. Januar: Renato Sellani, italienischer Jazzmusiker († 2014)
- 10. Januar: Barbara Faulend-Klauser, österreichische Pianistin, Musikerzieherin und Kulturschaffende
- 12. Januar: Morton Feldman, US-amerikanischer Komponist († 1987)
- 12. Januar: Ray Price, US-amerikanischer Country-Sänger († 2013)
- 18. Januar: Mickey Nicolas, französischer Jazzmusiker (Saxophon) († 2018)
- 19. Januar: José Alfredo Jiménez, mexikanischer Sänger und Komponist († 1973)
- 20. Januar: David Tudor, US-amerikanischer Pianist, Pionier für elektronische und experimentelle Musik († 1996)
- 22. Januar: Aurèle Nicolet, schweizerischer Flötist († 2016)
- 26. Januar: Kurt-Heinz Stolze, deutscher Komponist, Pianist, Cembalist und Dirigent († 1970)
- 29. Januar: Mario Suárez, venezolanischer Sänger († 2018)
- 30. Januar: Tish Daija, albanischer Komponist († 2003)

### Februar
- 01. Februar: Georg Espitalier, deutscher Komponist und Akkordeonist († 2010)
- 02. Februar: Louise de Montel, niederländische Sängerin († 1993)
- 05. Februar: Christa Williams, deutsche Schlagersängerin († 2012)
- 06. Februar: William Schiøpffe, dänischer Jazzmusiker († 1981)
- 07. Februar: Pierre Villette, französischer Komponist († 1998)

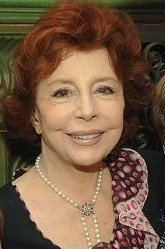
Sonja Ziemann; * 8. Februar

- 08. Februar: Sonja Ziemann, deutsche Schauspielerin und Tänzerin († 2020)
- 09. Februar: Carl Theodor Hütterott, deutscher Schulmusiker und Komponist († 2023)
- 10. Februar: Adalbert Meier, deutscher Kirchenmusiker († 2021)
- 12. Februar: Buddy Childers, US-amerikanischer Jazz-Trompeter († 2007)
- 12. Februar: Tite Curet Alonso, puerto-ricanischer Komponist († 2003)
- 13. Februar: Roberto Falabella, chilenischer Lyriker, Librettist, Essayist und Komponist († 1958)
- 15. Februar: Rubén Fuentes, mexikanischer klassischer Violinist und Komponist († 2022)
- 16. Februar: Mario Cavagnaro, peruanischer Singer-Songwriter († 1998)
- 17. Februar: Friedrich Cerha, österreichischer Komponist und Dirigent († 2023)
- 17. Februar: Lars Svendsen, grönländischer Gewerkschafter, Sportfunktionär und Musiker († 1975)
- 18. Februar: Ingrid Braut, deutsche Sängerin, Bühnen- und Filmschauspielerin († 2001)

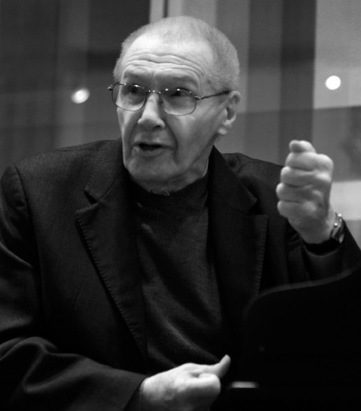
György Kurtág; * 19. Februar

- 19. Februar: György Kurtág, rumänisch-ungarischer Komponist
- 20. Februar: Bobby Jaspar, belgischer Jazzmusiker († 1963)
- 21. Februar: Ronnie Verrell, englischer Jazzschlagzeuger († 2002)
- 23. Februar: Arthur Loosli, Schweizer Konzertsänger und Kunstmaler († 2021)
- 26. Februar: Chris Anderson, US-amerikanischer Jazz-Pianist († 2008)
- 26. Februar: Bruce Sutherland, US-amerikanischer Pianist, Cembalist, Musikpädagoge und Komponist († 2010)

### März
- 01. März: Ernst-Ulrich von Kameke, deutscher Kirchenmusiker, Organist und Komponist († 2019)
- 03. März: Cobi Narita, US-amerikanische Musikveranstalterin († 2023)
- 04. März: Fran Warren, US-amerikanische Jazz- und Popsängerin († 2013)
- 06. März: Miroslav Klega, tschechischer Komponist († 1993)
- 06. März: Jón Nordal, isländischer Komponist und Pianist († 2024)
- 08. März: Mara Janković, jugoslawische bzw. serbische Pop- und Jazzsängerin († 2009)
- 09. März: Jean-Paul Jeannotte, kanadischer Sänger und Musikpädagoge († 2021)
- 09. März: Celso Garrido Lecca, peruanischer Komponist († 2025)
- 09. März: Jerry Ross, US-amerikanischer Komponist und Liedtexter († 1955)
- 11. März: Heinz Kiessling, deutscher Musiker, Orchesterleiter, Komponist und Musikproduzent († 2003)
- 11. März: İlhan Mimaroğlu, türkischer Musikjournalist, Komponist und Musikproduzent († 2012)
- 12. März: Karin Waehner, deutsche, hauptsächlich in Frankreich wirkende Tänzerin, Choreografin und Tanzpädagogin († 1999)
- 14. März: François Morel, kanadischer Komponist, Pianist und Dirigent († 2018)
- 15. März: Manfred Schlenker, deutscher Kirchenmusiker und Komponist († 2023)
- 17. März: Simon Rosenbaum, dänischer Schauspieler, Musiker und Autor († 2015)
- 19. März: Marie-Thérèse Escribano, österreichische Sängerin und Kabarettistin († 2023)

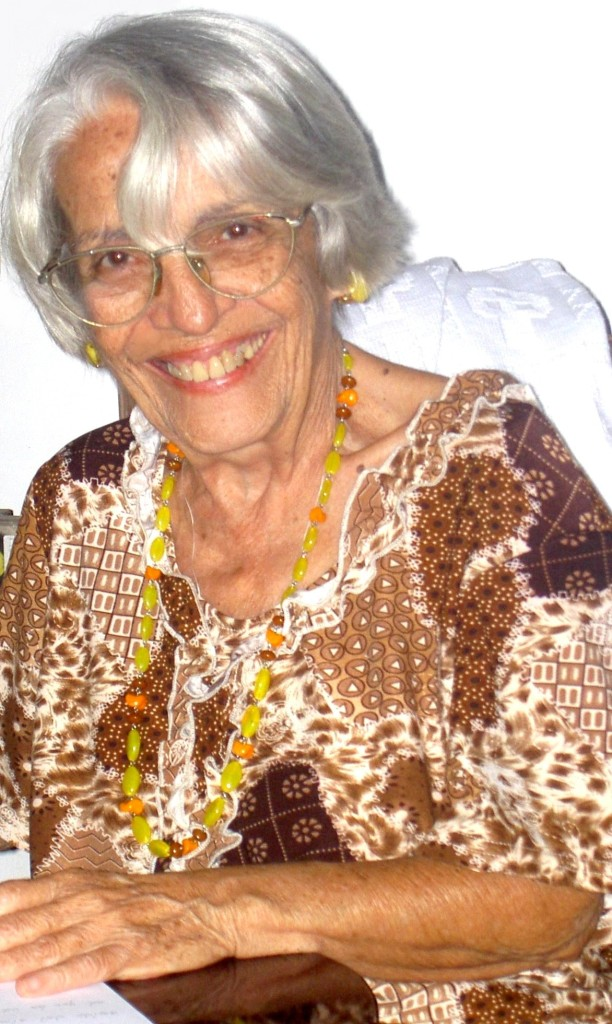
Clara (Cuqui) Nicola; * 22. März

- 22. März: Clara (Cuqui) Nicola, kubanische klassische Gitarristin und Professorin († 2017)
- 23. März: Ștefan Gheorghiu, rumänischer Geiger und Musikpädagoge († 2010)
- 31. März: Caspar Diethelm, Schweizerischer Komponist und Dirigent († 1997)
- 31. März. Armand Ferland, kanadischer Militärmusiker, Klarinettist, Dirigent und Musikpädagoge († 2021)
- 00. März: Count Ossie, jamaikanischer Schlagzeuger und Bandleader († 1976)

### April

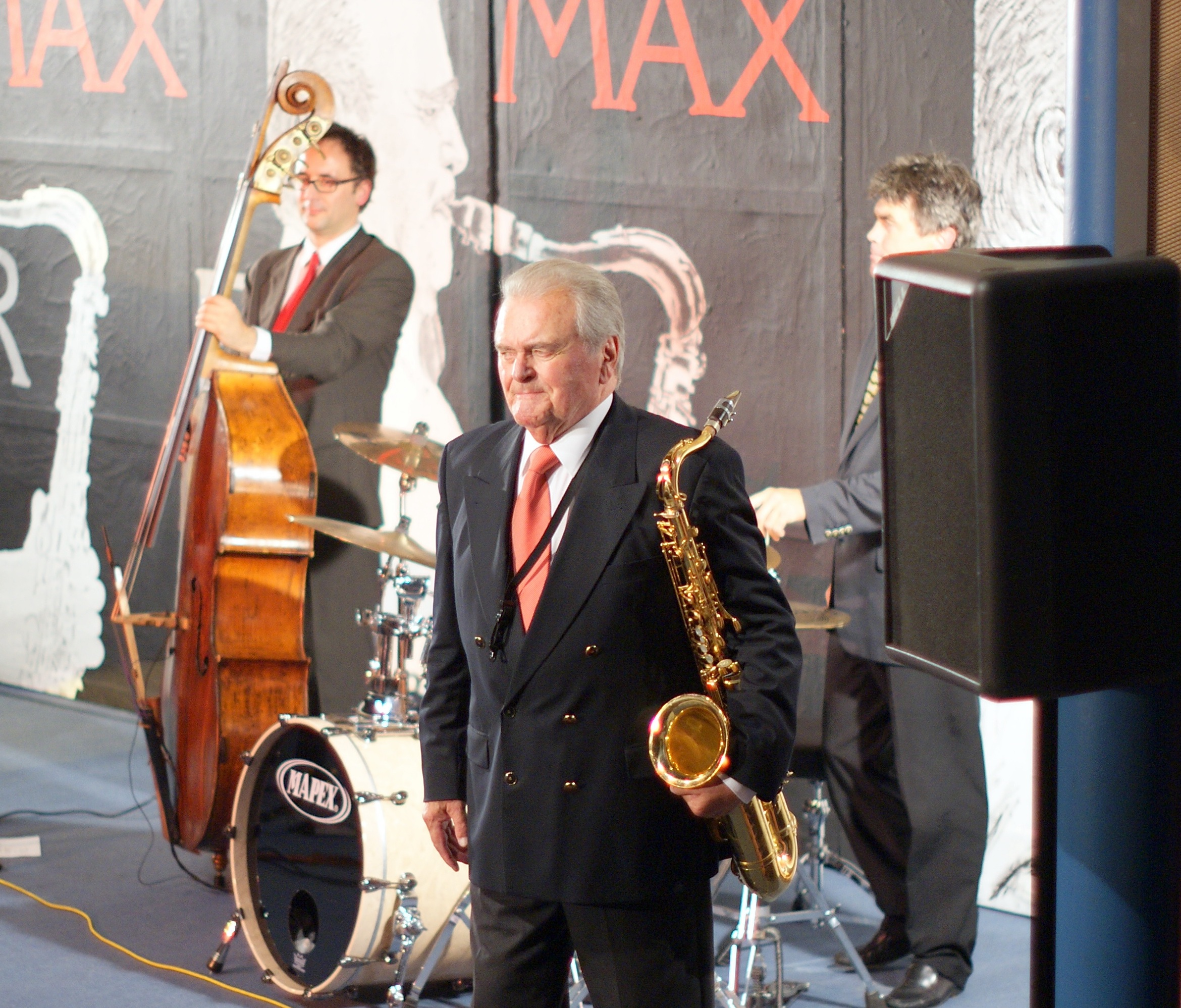
Max Greger (Mitte); * 2. April

- 02. April: Max Greger, deutscher Jazz-Musiker und Dirigent († 2015)
- 02. April: Reinhard Peters, deutscher Dirigent und Musiker († 2008)
- 05. April: Stan Levey, US-amerikanischer Jazzdrummer († 2005)
- 06. April: Pupo De Luca, italienischer Schauspieler, Drehbuchautor und Jazzmusiker († 2006)
- 06. April: Nikolaus Delius, deutscher Flötist, Hochschullehrer an der Musikhochschule Freiburg und Musikwissenschaftler († 2020)
- 09. April: Richard Miller, US-amerikanischer Musikologe, Linguist, Stimmforscher, Gesangspädagoge und Opernsänger († 2009)
- 11. April: Victor Bouchard, kanadischer Pianist und Komponist († 2011)
- 11. April: Erna Spoorenberg, niederländische Sopranistin († 2004)
- 14. April: Khachatur Avetisyan, armenischer Komponist († 1996)
- 14. April: József Csire, rumänischer Geiger, Dirigent und Komponist († 2011)
- 17. April: Ronald Senator, britischer Komponist und Musikpädagoge († 2015)
- 22. April: Karl-Heinz Müller-Lancé, deutscher Organist, Musikwissenschaftler und Musikpädagoge
- 22. April: Charlotte Rae, US-amerikanische Schauspielerin und Sängerin († 2018)
- 25. April: Vittorio Gelmetti, italienischer Komponist († 1992)
- 26. April: Joseph Benjamin Hutto, US-amerikanischer Blues-Musiker († 1983)
- 26. April: Oldřich František Korte, tschechischer Komponist († 2014)
- 28. April: Francis Burt, englischer Komponist († 2012)
- 30. April: Manfred Gätjens, deutscher Jazz- und Unterhaltungsmusiker, Arrangeur und Komponist († 2011)

### Mai
- 01. Mai: Cheo García, venezolanischer Sänger († 1994)
- 02. Mai: Aída Bonnelly de Díaz, dominikanischer Musikwissenschaftlerin, -kritikerin und -pädagogin
- 03. Mai: Jimmy Cleveland, US-amerikanischer Jazzposaunist († 2008)
- 07. Mai: Thomas Bowles, US-amerikanischer Bariton-Saxophonspieler († 2000)
- 07. Mai: Curtis Hobock, US-amerikanischer Country- und Rockabilly-Musiker († 1988)
- 07. Mai: Herbie Steward, US-amerikanischer Jazzsaxophonist († 2003)
- 08. Mai: Víctor Yturbe, mexikanischer Sänger († 1987)
- 09. Mai: Aaron Corthen Reed, US-amerikanischer Blues-Saxophonist und Sänger († 2004)
- 11. Mai: Roberto Escobar-Budge, chilenischer Komponist und Philosoph († 2011)
- 11. Mai: Teddy Scholten, niederländische Sängerin († 2010)
- 14. Mai: Čestmír Gregor, tschechischer Komponist und Musikwissenschaftler († 2011)
- 15. Mai: Clermont Pépin, kanadischer Komponist, Pianist und Musikpädagoge († 2006)
- 15. Mai: Wladimir Konstantinowitsch Troschin, sowjetischer und russischer Sänger, Theater- und Filmschauspieler († 2008)
- 16. Mai: Friedl Althaller, österreichischer Komponist, Musiker und Mitarbeiter des Österreichischen Rundfunks († 2007)
- 16. Mai: Ján Zimmer, slowakischer Komponist und Pianist († 1993)
- 17. Mai: Marc Honegger, französischer Musikwissenschaftler, Musik-Herausgeber und Chorleiter († 2003)
- 18. Mai: Bob Benny, belgischer Sänger († 2011)
- 19. Mai: Eve Brenner, US-amerikanische Schauspielerin und Sängerin
- 21. Mai: Janet Thurlow, US-amerikanische Jazzsängerin († 2022)
- 23. Mai: Wolfgang Marschner, deutscher Violinist, Geigenpädagoge, Komponist und Dirigent († 2020)

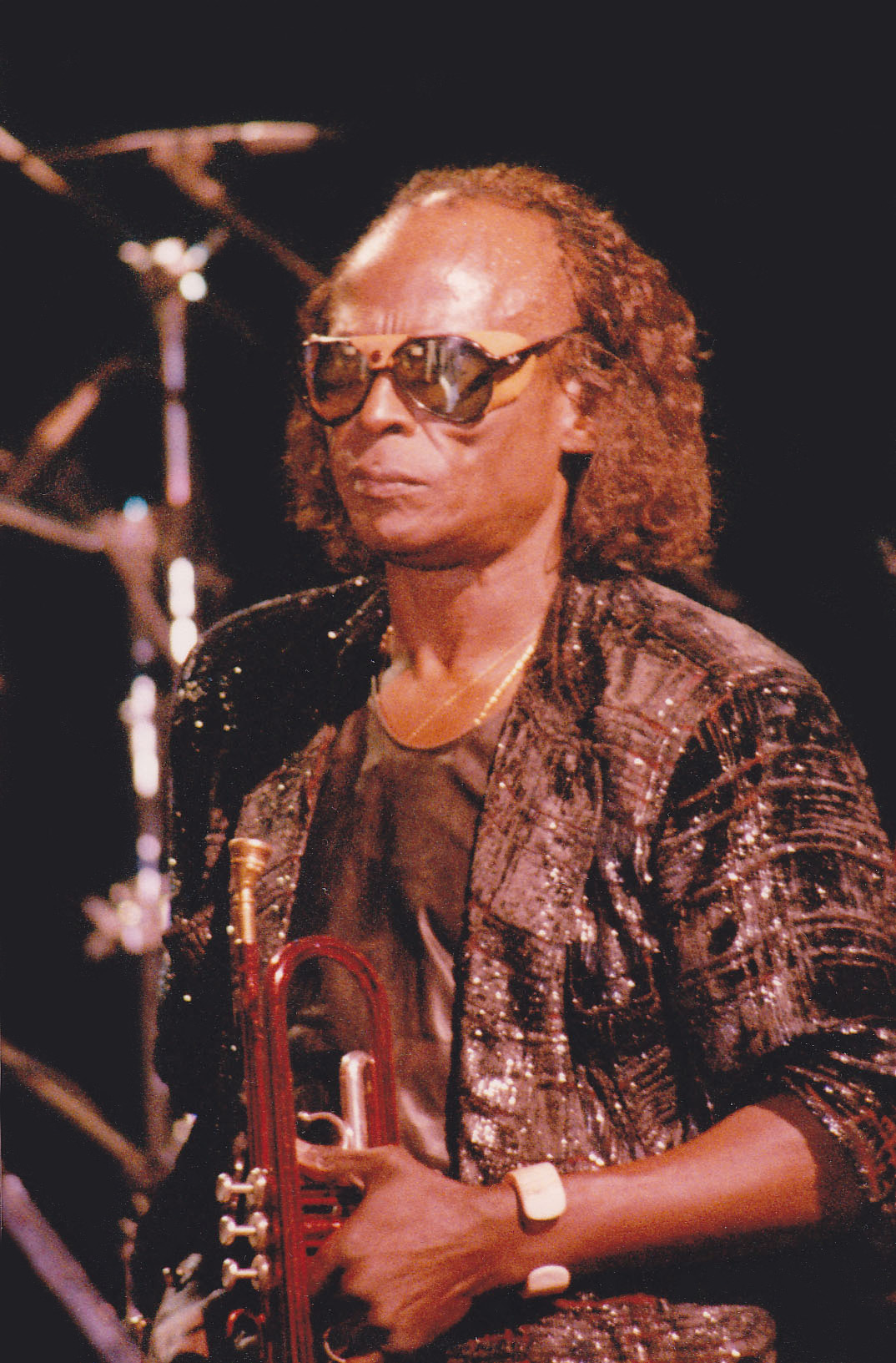
Miles Davis; * 26. Mai

- 26. Mai: Miles Davis, US-amerikanischer Jazzmusiker (Trompete) († 1991)
- 26. Mai: Joseph Horovitz, britischer Komponist und Professor († 2022)
- 27. Mai: Clifford „Bud“ Shank, US-amerikanischer Jazzmusiker († 2009)
- 27. Mai: George Olivier Toni, brasilianischer Fagottist, Komponist, Dirigent, Musikpädagoge und -wissenschaftler († 2017)
- 28. Mai: Russ Freeman, US-amerikanischer Jazzpianist († 2002)
- 30. Mai: Mordechai Sheinkman, israelischer Komponist

### Juni
- 01. Juni: Tony Camargo, mexikanischer Sänger († 2020)
- 01. Juni: Marion Evans, US-amerikanischer Arrangeur, Orchesterleiter und Filmkomponist († 2024)
- 03. Juni: Janez Matičič, slowenischer Komponist, Dirigent, Pianist und Hochschullehrer († 2022)
- 03. Juni: Gonzalo Castellanos Yumar, venezolanischer Komponist († 2020)
- 06. Juni: Klaus Tennstedt, deutscher Dirigent († 1998)
- 09. Juni: Jimmy Gourley, US-amerikanischer Jazzgitarrist († 2008)
- 10. Juni: Brita Borg, schwedische Sängerin und Schauspielerin († 2010)
- 15. Juni: Modesta Bor, venezolanische Komponistin († 1998)
- 16. Juni: Vinnie Riccitelli, US-amerikanischer Jazzmusiker (Saxophon, Piano, Arrangement) († 2025)
- 18. Juni: Manuel Enríquez Salazar, mexikanischer Komponist, Geiger und Musikpädagoge († 1994)
- 20. Juni: Max Reindl, deutscher Schlagertextdichter und Komponist
- 22. Juni: Ruth Zechlin, deutsche Komponistin († 2007)
- 23. Juni: Otto-Werner Mueller, US-amerikanischer Dirigent und Musikpädagoge († 2016)
- 26. Juni: Gustav Biener, deutscher Kirchenmusiker und Komponist († 2003)
- 27. Juni: Arthur Kulling, deutscher Geiger, Konzertmeister, Klarinettist, Dirigent und Arrangeur († 2009)
- 27. Juni: Wilma Schmidt, deutsche Opernsängerin († 2022)

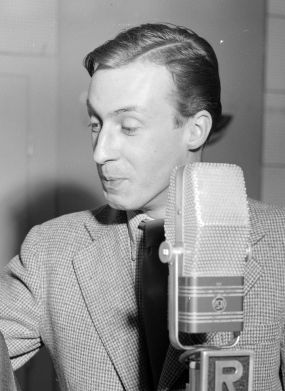
Peter Alexander; * 30. Juni

- 30. Juni: Peter Alexander, österreichischer Sänger und Schauspieler († 2011)

### Juli

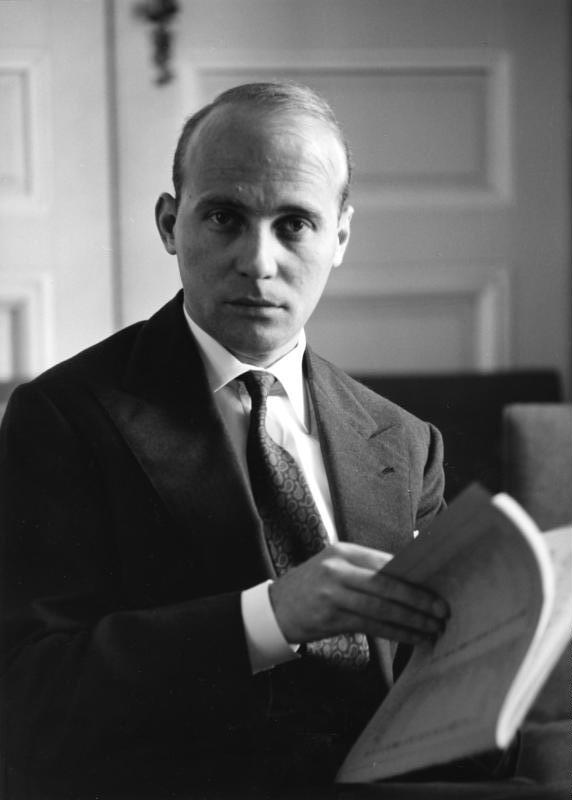
Hans Werner Henze; * 1. Juli

- 01. Juli: Hans Werner Henze, deutscher Komponist († 2012)
- 01. Juli: Atilio Stampone, argentinischer Tangopianist und -komponist († 2022)
- 02. Juli: Lee Allen, US-amerikanischer R&B-Saxophonist († 1994)
- 03. Juli: Johnny Coles, US-amerikanischer Jazztrompeter († 1997)
- 04. Juli: Milagros Lanty, dominikanischer Sänger
- 05. Juli: Kenneth Gaburo, US-amerikanischer Komponist und Musikpädagoge († 1993)
- 05. Juli: Diana Lynn, US-amerikanische Schauspielerin und Pianistin († 1971)
- 08. Juli: Leonora Lafayette, afroamerikanische Sopranistin († 1975)
- 09. Juli: John Doc Wilson, US-amerikanischer Jazzmusiker († 2023)
- 10. Juli: Carleton Carpenter, US-amerikanischer Schauspieler, Sänger, Songschreiber und Autor († 2022)
- 11. Juli: Rodolfo Arizaga, argentinischer Komponist († 1985)
- 12. Juli: Elvira De Grey’s, argentinische Tangosängerin († 1993)
- 14. Juli: Cindy Ellis, deutsche Schlagersängerin
- 15. Juli: Carl Melles, ungarisch-österreichischer Dirigent († 2004)
- 18. Juli: Bryan Johnson, britischer Sänger und Theaterschauspieler († 1995)
- 19. Juli: Helen Gallagher, US-amerikanische Schauspielerin, Tänzerin und Sängerin († 2024)
- 21. Juli: Arthur Edgehill, US-amerikanischer Jazzmusiker (Schlagzeug) († 2024)
- 23. Juli: Cedella Marley Booker, jamaikanische Autorin und Sängerin († 2008)
- 30. Juli: William C. Schultz, US-amerikanischer Manager im Instrumentenbau († 2006)
- 31. Juli: Rupert Neve, britischer Audio Engineer und Unternehmer († 2021)

### August
- 01. August: Theo Adam, deutscher Kammersänger und Opernregisseur († 2019)
- 01. August: Karl Kohn, US-amerikanischer Komponist, Pianist und Musikpädagoge († 2024)

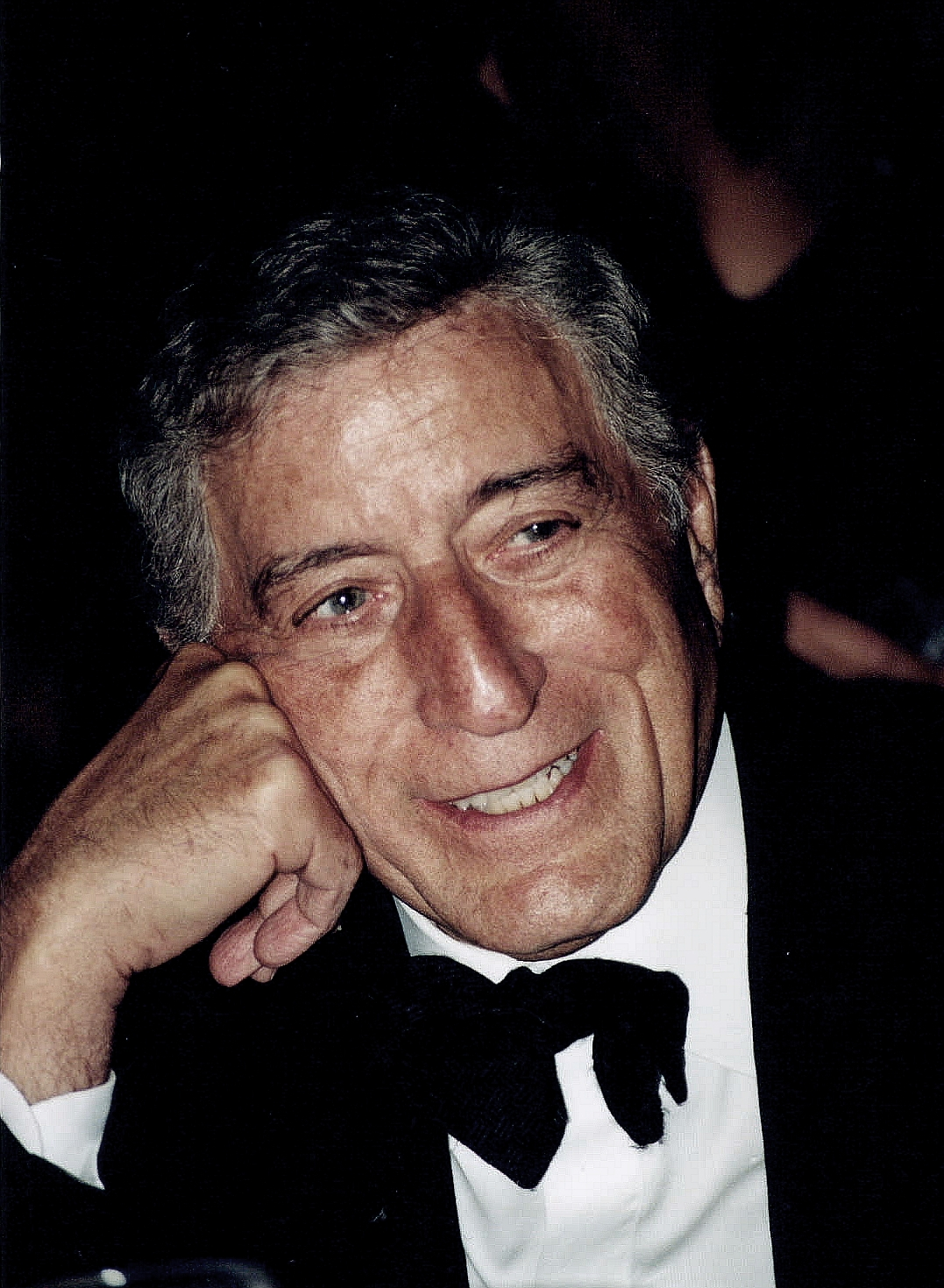
Tony Bennett; * 3. August

- 03. August: Tony Bennett, US-amerikanischer Jazzmusiker († 2023)
- 05. August: Betsy Jolas, französische Komponistin
- 05. August: Doming Lam, chinesischer Komponist, Dirigent und Musikproduzent († 2023)
- 07. August: Stan Freberg, US-amerikanischer Schauspieler, Autor, Komiker, Musiker, Radiomoderator, Puppenspieler und Werbeleiter († 2015)
- 07. August: Jean-Claude Touche, französischer Organist und Komponist († 1944)
- 08. August: Herbert H. Ágústsson, isländischer Komponist und Hornspieler († 2017)
- 08. August: Urbie Green, US-amerikanischer Jazzposaunist († 2018)
- 09. August: Gene Barge, US-amerikanischer Saxophonspieler und Musikproduzent († 2025)
- 10. August: Marie-Claire Alain, französische Organistin und Musikpädagogin († 2013)
- 15. August: Julius Katchen, US-amerikanischer Pianist († 1969)
- 19. August: Annie Palmen, niederländische Sängerin († 2000)
- 21. August: Achim Brankačk, sorbischer Chorleiter und Autor († 2013)
- 23. August: Herbert Beattie, US-amerikanischer Opernsänger († 2019)
- 28. August: Hal Russell, US-amerikanischer Jazzmusiker († 1992)

### September
- 01. September: Franco Gulli, italienischer Violinist und Musikpädagoge († 2001)
- 03. September: Irene Papas, griechische Schauspielerin und Sängerin († 2022)
- 04. September: Natela Swanidse, georgische Komponistin († 2017)

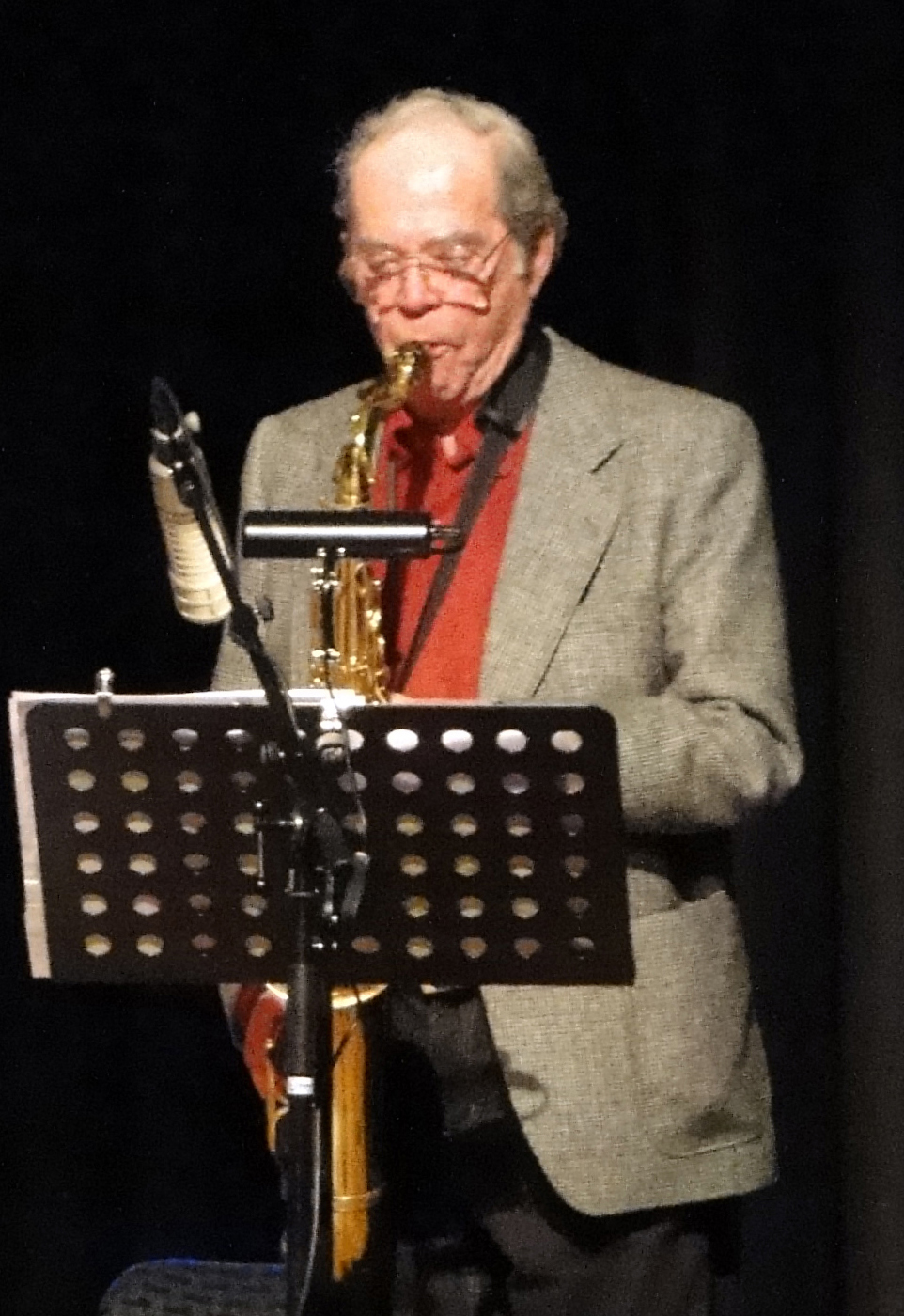
Joki Freund; * 5. September

- 05. September: Joki Freund, deutscher Jazzmusiker († 2012)
- 08. September: Wilhelm Wiedenhoff, deutscher Kirchenmusiker († 1995)
- 10. September: Hans Oesch, Schweizer Musikwissenschaftler († 1992)
- 11. September: Jewgeni Michailowitsch Beljajew, russischer Tenor des Alexandrow-Ensembles († 1994)
- 12. September: Klaus Schilde, deutscher Pianist und Musikpädagoge († 2020)
- 12. September: Frans Ludo Verbeeck, belgischer Komponist und Dirigent († 2000)
- 17. September: Bill Black, US-amerikanischer Musiker († 1965)
- 17. September: Jack McDuff, US-amerikanischer Jazzorganist († 2001)
- 19. September: Nini Rosso, italienischer Jazz-Trompeter und Komponist († 1994)
- 20. September: Stanley Watson, britischer Jazzmusiker (Gitarre, Komposition) († 1978)

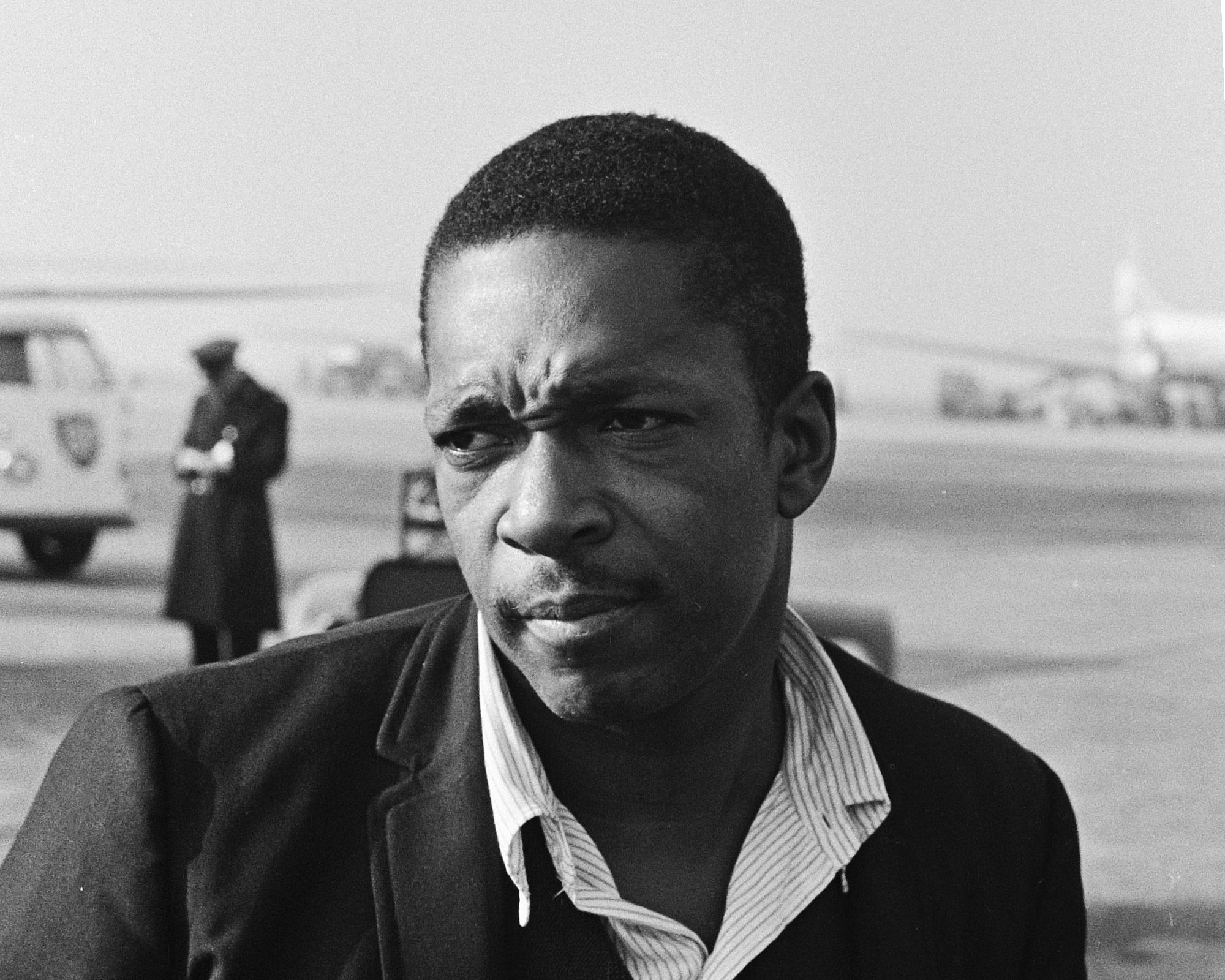
John Coltrane; * 23. September

- 23. September: John Coltrane, US-amerikanischer Jazzmusiker (Saxophon) († 1967)
- 26. September: Sydney Humphreys, kanadischer Geiger und Musikpädagoge († 2015)
- 26. September: Chucho Sanoja, venezolanischer Komponist, Arrangeur, Orchesterleiter und Pianist († 1998)
- 29. September: Tony Echavarría, dominikanischer Sänger und Kabarettist († 1993)

### Oktober
- 05. Oktober: Gottfried Michael Koenig, deutscher Komponist († 2021)
- 07. Oktober: Marcello Abbado, italienischer Komponist und Pianist († 2020)
- 08. Oktober: Ruth Mönch, deutsche Schauspielerin, Sängerin und Moderatorin († 2000)
- 10. Oktober: Oscar Brown Jr., US-amerikanischer Jazz-Sänger und Texter († 2005)
- 11. Oktober: Ugo Duse, italienischer Musikwissenschaftler († 1997)
- 12. Oktober: Hidehiko Matsumoto, japanischer Jazzmusiker und Schauspieler († 2000)
- 13. Oktober: Ray Brown, US-amerikanischer Jazz-Bassist († 2002)
- 14. Oktober: Cesare Curzi, US-amerikanischer Opernsänger († 2023)
- 14. Oktober: Conrad Drzewiecki, polnischer Balletttänzer und Choreograph († 2007)
- 14. Oktober: Theo Fischer, deutscher Komponist († 2023)
- 14. Oktober: Gérald Gagnier, kanadischer Komponist, Trompeter und Kapellmeister († 1961)
- 14. Oktober: James Thomas, US-amerikanischer Bluesmusiker und Bildhauer († 1993)
- 15. Oktober: Karl Richter, deutscher Chorleiter, Dirigent, Organist und Cembalist († 1981)

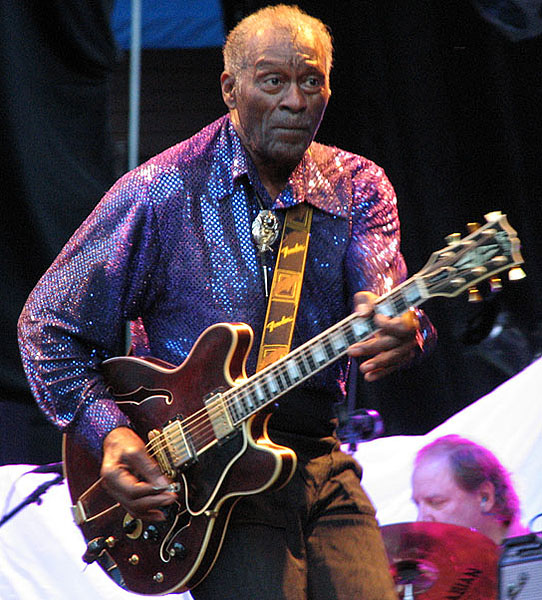
Chuck Berry; * 18. Oktober

- 18. Oktober: Chuck Berry, US-amerikanischer Pionier des Rock-’n’-Roll († 2017)
- 19. Oktober: Arne Bendiksen, norwegischer Sänger, Komponist und Musikproduzent († 2009)
- 21. Oktober: Don Elliott, US-amerikanischer Jazzmusiker und Produzent († 1984)
- 22. Oktober: Arthur Hamilton, US-amerikanischer Songwriter († 2025)
- 25. Oktober: María Concepción César, argentinische Filmschauspielerin, Sängerin und Tänzerin († 2018)
- 25. Oktober: Jimmy Heath, US-amerikanischer Komponist († 2020)
- 25. Oktober: Galina Wischnewskaja, russische Sopranistin († 2012)
- 26. Oktober: George Crum, kanadischer Dirigent und Pianist († 2007)
- 27. Oktober: Kai Warner, deutscher Musiker († 1982)
- 29. Oktober: Jon Vickers, kanadischer Heldentenor († 2015)
- 30. Oktober: Dieter Zechlin, deutscher Pianist († 2012)
- 31. Oktober: Hans Auenmüller, deutscher Dirigent und Komponist († 1991)

### November
- 01. November: Lou Donaldson, US-amerikanischer Saxophonist, Bandleader und Komponist († 2024)
- 02. November: Francis Dhomont, französischer Komponist der elektroakustischen Musik († 2023)
- 02. November: Charlie Walker, US-amerikanischer Musiker († 2008)
- 03. November: Billy Mitchell, US-amerikanischer Jazz-Saxophonist († 2001)

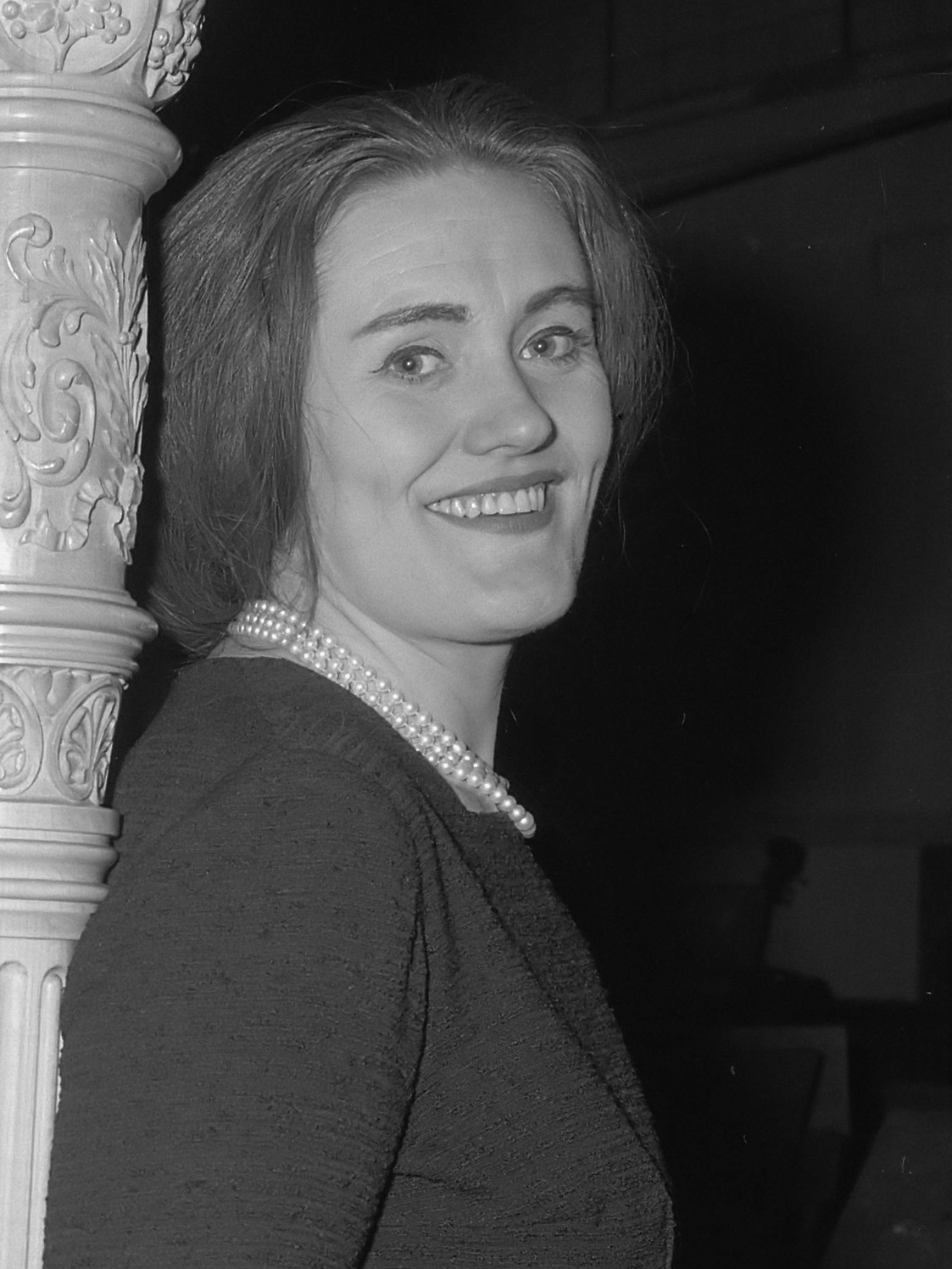
Joan Sutherland; * 7. November

- 07. November: Joan Sutherland, australische Sopranistin († 2010)
- 09. November: Mary Morrison, kanadische Sängerin und Gesangspädagogin
- 10. November: Jeroným Zajíček, US-amerikanischer Komponist und Musikpädagoge tschechischer Herkunft († 2007)
- 12. November: Wilhelm Pfannkuch, deutscher Musikwissenschaftler und Hochschullehrer († 1988)
- 14. November: Leonie Rysanek, österreichische Kammersängerin († 1998)
- 16. November: Ton de Leeuw, niederländischer Komponist und Musikpädagoge († 1996)
- 19. November: Roelof Stalknecht, niederländischer Jazzmusiker (Piano) († 1995)
- 21. November: Josef Rut, tschechischer Komponist, Geiger und Musikwissenschaftler († 2007)
- 23. November: Paul Louis Abel, US-amerikanischer Trompeter, Komponist, Dirigent und Musikpädagoge († 2016)
- 23. November: R. L. Burnside, US-amerikanischer Bluessänger († 2005)

### Dezember
- 01. Dezember: Christian Azzi, französischer Jazzpianist († 2020)
- 03. Dezember: Michail Israilewitsch Waiman, sowjetischer Geiger und Hochschullehrer († 1977)
- 04. Dezember: Fernando Valenti, US-amerikanischer Cembalist († 1990)
- 09. Dezember: Mal Fitch, US-amerikanischer Jazz- und Unterhaltungsmusiker († 2022)
- 10. Dezember: Noël Goemanne, belgisch-amerikanischer Komponist, Kirchenmusiker, Organist und Chorleiter († 2010)
- 10. Dezember: Eddie „Guitar Slim“ Jones, US-amerikanischer Blues-Gitarrist († 1959)
- 11. Dezember: Big Mama Thornton, US-amerikanische Bluessängerin († 1984)
- 14. Dezember: Herbert Roth, deutscher Komponist und Interpret volkstümlicher Musik († 1983)
- 16. Dezember: Alfred Koerppen, deutscher Komponist († 2022)
- 20. Dezember: Kurt Rommel, deutscher Pfarrer und Kirchenliedkomponist († 2011)
- 22. Dezember: James D. Ployhar, US-amerikanischer Komponist und Dirigent († 2007)
- 23. Dezember: Raymond Daveluy, kanadischer Organist, Komponist und Musikpädagoge († 2016)
- 23. Dezember: Allen Forte, US-amerikanischer Musikwissenschaftler und -theoretiker († 2014)
- 25. Dezember: Réjane Cardinal, kanadische Sängerin († 2000)
- 25. Dezember: Enrique Jorrín, kubanischer Geiger, Komponist und Orchesterleiter († 1987)
- 28. Dezember: Steve Dweck, US-amerikanischer Musiker (Schlagzeug) und Psychologe († 2024)
- 28. Dezember: Fatima Kuinova, tadschikisch-US-amerikanische Shashmakom-Sängerin († 2021)
- 30. Dezember: Stan Tracey, britischer Jazzpianist, Arrangeur und Komponist († 2013)

### Genaues Geburtsdatum unbekannt
- Vicky Down, belgischer Jazz- und Unterhaltungsmusiker († 2020)
- Earl Bernard Murray, US-amerikanischer Trompeter und Dirigent († 2002)
- S. E. Rogie, sierra-leonischer Musiker († 1994)
- Dagmar White, tschechische Sängerin und Musikpädagogin

## Gestorben

### Todesdatum gesichert
- 06. Januar: Émile Paladilhe, französischer Komponist und Pianist (* 1844)
- 05. Februar: André Gedalge, französischer Komponist (* 1856)
- 08. Februar: Helen A. Clarke, US-amerikanische Autorin, Herausgeberin, Lyrikerin und Komponistin (* 1860)

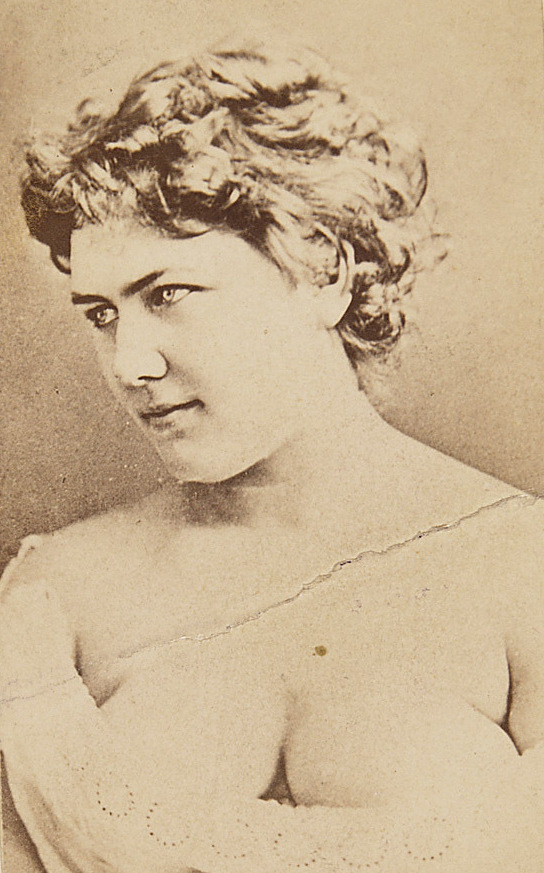
Hermine Meyerhoff; † 24. Februar

- 24. Februar: Hermine Meyerhoff, deutsch-österreichische Opern- und Operettensängerin (* 1848)
- 11. März: Olga von Meyendorff, russische Adlige und Salonnière (* 1838)
- 07. April: Mischa Léon, dänischer Sänger (* 1889)
- 12. April: Clotilde Cerdá, spanische Harfenistin und Komponistin (* 1861)
- 17. April: Anton Foerster, slowenischer Komponist (* 1837)
- 17. April: Franz Neidl, österreichischer Sänger (* 1858)
- 21. Mai: Georgi Catoire, russischer Komponist (* 1861)
- 23. Mai: Hans Koessler, deutscher Komponist (* 1853)
- 02. Juni: Marie Roze, französische Opernsängerin (* 1846)
- 06. Juni: Adolf Hagen, deutscher Komponist und Kapellmeister (* 1851)
- 12. Juli: Charles Wood, irischer Komponist (* 1866)
- 22. Juli: Ferdinand Wagner, deutscher Dirigent und Opernkapellmeister (* 1898)

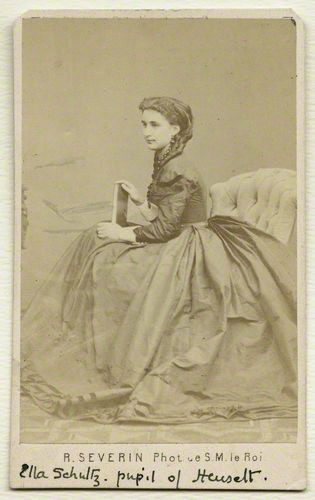
Ella Adaïewsky; † 26. Juli

- 26. Juli: Ella Adaïewsky, russische Pianistin und Komponistin (* 1846)
- 01. August: Karl Zuschneid, deutscher Musikpädagoge und Komponist (* 1854)
- 26. August: David Krein, russischer Geiger (* 1869)
- 09. September: Anton Jörgen Andersen, schwedischer Komponist (* 1845)
- 17. September: Augustus Stephen Vogt, kanadischer Musikpädagoge, Chorleiter, Organist und Komponist (* 1861)
- 29. September: Hans Wessely, österreichischer Geiger und Musikpädagoge (* 1862)
- 09. Oktober: Helena Nyblom, dänisch-schwedische Schriftstellerin und Pianistin (* 1843)
- 23. Oktober: Satyro Bilhar, brasilianischer Sänger, Gitarrist und Komponist (* 1860)
- 04. Dezember: Carl Markees, Schweizer Geiger, Musikpädagoge und Komponist (* 1865)
- 12. Dezember: Edith Abell, US-amerikanische Sängerin und Gesangspädagogin (* 1846)
- 13. Dezember: August Bopp, deutscher Musikschriftsteller und Musikpädagoge (* 1873)
- 18. Dezember: Martin Oberdörffer, deutscher Konzertsänger und Komponist (* 1865)
- 20. Dezember: Giuseppe Magrini, italienischer Cellist, Musikpädagoge und Komponist (* 1857)
- 28. Dezember: Alfons Schlögl, österreichischer Komponist, Organist und Musikpädagoge (* 1886)

### Genaues Todesdatum unbekannt
- Lil Hawthorne, britische Varietékünstlerin, Sängerin und Pantomimin (* 1877)